# 김한충
김한충(金漢忠, 1043년 ∼1120년 10월 19일(음력 9월 25일))은 고려의 문신이다. 본관은 선산(善山)으로 경주에서 분적하였다.

## 생애
김한충은 신라(新羅)의 대보(大輔) 김알지(金閼智)의 후손이며, 고조부는 김유렴(金庾廉)으로 935년 신라 경순왕(敬順王)을 따라 고려 태조(太祖)에게 귀부하여 공신이 되었다.
김한충은 어렸을 때부터 체격이 웅장하였고 학문에 힘써서 과거에 급제하였는데 선종때에 여러 벼슬을 거쳐서 합문인진사가 되고 경거도위로 승진하였고, 안서도호부의 수령이 되어 부임하였는데 정사를 너그럽게 처리하고 가혹하지 않았으므로 백성들이 그를 사모하였다 한다.
1087년(선종 4년)에 요나라에 밀진사로 보내졌으며, 헌종 초년에 형부시랑에 임명되었다. 그 후 1098년(숙종 3년)에 숙종이 태자를 책봉하고 김한충에게는 좌서자를 겸임시켰으며, 1101년(숙종 6년)에 서북면병마사(西北面兵馬使)가 되었으며, 1103년(숙종 8년)에 예부상서가 되었다. 송나라 사신들이 올때 김한충에게 바다에 들어가서 마중을 하라는 임무를 주자, 송나라 사신이 오던 도중 돌개바람을 만나 배가 거의 파선될 위기에 처하자 물에 빠진 송나라 사신들을 전원 구출하였다.
그 뒤 성서좌복야 판비서성사에 임명됐다. 윤관이 여진족을 토벌할 때 김한충은 중군병마사로 출정하여 힘껏 싸워서 공을 세웠고, 행영병마사가 되었는데 윤관 등이 각 군사들에게 군령을 내려 내성에 재료로 쓸 재목과 기와를 거두어 새로 9개소에 성곽을 쌓게 하고 남부의 주민들을 그곳으로 이주해와 정착하게 했다. 그러나 김한충이 이 방안이 불가하다는 의견을 제시하며 만일 외성의 축조가 완성되기 전에 갑자기 무슨 사변이 생기는 경우에 국내에 완전한 성이 없으면 백성들을 어떻게 보위하겠는가? 아무리 원수의 명령이라 할지라도 나는 감히 복종할 수 없다고 하였는데 그의 말대로 되었다고 한다.
1106년(예종 원년)에 황룡사에서 낙성식(落成式)을 거행했고, 1110년(예종 5년)에 판공부사(判工部事)에 임명되었으며, 1111년(예종 6년)에 추밀원사(樞密院使)에 임명되었으며, 같은 해 12월에 상서좌복야(尙書左僕射)에 임명되었으며, 1120년(예종 15년)에 78세의 나이로 사망하였다. 작고 시 그의 유언에 따라 장례절차는 간소하게 치러졌다고 한다. 시호는 원평(元平)이다.
아내가 문종과 비첩 사이에서 낳은 딸이었므로, 높은 관직에는 올랐으나 대성(臺省)에 들어갈 수는 없었다.

## 가족
- 고조부 : 김유렴(金庾廉)
- 아버지 : 김행공(金行恭)
- 어머니 : ?
  - 부인: 고려 문종 비첩의 딸
    - 아들: 김경초(金景初)
    - 아들: 김경원(金景元)
    - 아들: 김경약(金景若)
    - 장녀 : ?
    - 차녀 : 수주 최씨(水州 崔氏) 최정(崔精)에게 출가[11] - 최사위(崔士威) 증손

## 같이 보기
- 손변: 아내의 가계가 왕실의 서족(庶族)이었기 때문에 임명되지 못함.